# Carlo Sperti
Carlo Sperti (Conversano, 5 giugno 1995) è un ex pallamanista italiano.

## Carriera

### Conversano
Inizia la carriera nella squadra della sua città, il Conversano, venendo aggregato alla prima squadra all'età di quindici anni. Alla prima stagione comincia a mettere minutaggio nelle gambe e vince subito lo Scudetto, la Coppa Italia e la Supercoppa italiana. Nelle due annate successive, complice anche il ridimensionamento della società pugliese, diventa un punto fermo nonostante la giovane età.

### Terraquilia Carpi
Il 9 agosto 2013 viene ufficializzato il suo passaggio alla Terraquilia Carpi. 
Il 1º novembre 2014 subisce una lesione del legamento crociato anteriore del ginocchio destro, che lo costringe a saltare tutta la regular season, tornando in campo per la poule playoff.
A Carpi rimarrà per tre stagioni, dove vincerà una Supercoppa italiana e dove verrà eletto come miglior giovane Under 20 nel 2014.

### Käerjeng
Il 22 luglio 2016 passa ufficialmente in Lussemburgo, all'Handball Käerjeng. 
Resta in Lussemburgo per una stagione, senza riuscire a vincere nulla ma confermandosi uno dei migliori marcatori della squadra.

### Il ritorno a Conversano
Il 31 luglio 2017 torna a Conversano ufficialmente.
Il 16 giugno 2020 viene comunicato il mancato rinnovo del contratto e il conseguente svincolo dalla società biancoverde.

### San Giorgio Molteno
Il 20 giugno si accasa ufficialmente al San Giorgio Molteno, squadra neopromossa in massima serie.  Nonostante una buona stagione dal punto di vista realizzativo, la squadra termina all'ultimo posto il campionato, venendo retrocessa: senza la salvezza Sperti non rinnova l'accordo con la società lombarda.

### Junior Fasano e l'ultima stagione a Conversano
Nella notte tra l'8 e il 9 luglio viene ufficializzato l'accordo tra Sperti e la Junior Fasano, squadra rivale del Conversano. Dopo la prima stagione nella quale gioca regolarmente, risultando uno dei migliori marcatori della squadra, con l'arrivo del nuovo allenatore Vito Fovio gioca con meno regolarità. Nonostante ciò, al termine della stagione vince il suo secondo scudetto.
Non rinnovato il contratto, Sperti ritorna nuovamente al Conversano, dove anche qui gioca meno a dispetto del nuovo arrivato Scaramelli.
Al termine della stagione si ritira dall'attività agonistica.

## Palmarès

### Club
- Campionato italiano di pallamano maschile: 2
Conversano: 2010-11
Junior Fasano: 2022-23

- Coppa Italia (pallamano maschile): 1
Conversano: 2010-11

- Supercoppa italiana (pallamano maschile): 2
Conversano: 2011
Carpi: 2014

### Individuale
- FIGH Awards:
Miglior giocatore Under 20 2014

## Statistiche

### Presenze e reti nei club
Statistiche aggiornate al 25 maggio 2024.
| Stagione          | Squadra           | Campionato        | Campionato | Campionato | Coppe nazionali | Coppe nazionali | Coppe nazionali | Coppe continentali | Coppe continentali | Coppe continentali | Altre coppe | Altre coppe | Altre coppe | Totale | Totale |
| Stagione          | Squadra           | Comp              | Pres       | Reti       | Comp            | Pres            | Reti            | Comp               | Pres               | Reti               | Comp        | Pres        | Reti        | Pres   | Reti   |
| ----------------- | ----------------- | ----------------- | ---------- | ---------- | --------------- | --------------- | --------------- | ------------------ | ------------------ | ------------------ | ----------- | ----------- | ----------- | ------ | ------ |
| 2010-2011         | Conversano        | A                 | 19         | 9          | CI              | 6               | 0               | EHFCup             | 2                  | 0                  | -           | -           | -           | 29     | 9      |
| 2011-2012         | Conversano        | A                 | 29         | 63         | CI              | 3               | 9               | -                  | -                  | -                  | SI          | 1           | 0           | 32     | 72     |
| 2012-2013         | Conversano        | A                 | 18         | 75         | CI              | 1               | 3               | -                  | -                  | -                  | -           | -           | -           | 19     | 78     |
| 2013-2014         | Carpi             | A                 | 24         | 77         | CI              | 3               | 5               | -                  | -                  | -                  | -           | -           | -           | 27     | 82     |
| 2014-2015         | Carpi             | A                 | 6          | 12         | CI              | 0               | 0               | ChC                | 1                  | 0                  | SI          | 1           | 6           | 8      | 18     |
| 2015-2016         | Carpi             | A                 | 25         | 132        | CI              | 3               | 23              | -                  | -                  | -                  | -           | -           | -           | 28     | 155    |
| Totale Carpi      | Totale Carpi      | Totale Carpi      | 55         | 221        |                 | 6               | 28              |                    | 1                  | 0                  |             | 1           | 6           | 63     | 255    |
| 2016-2017         | Käerjeng          | DN                | 24         | 92         | CdL             | 4               | 13              | EHFCup             | 4                  | 13                 | -           | -           | -           | 32     | 118    |
| 2017-2018         | Conversano        | A                 | 27         | 136        | CI              | 3               | 12              | -                  | -                  | -                  | -           | -           | -           | 30     | 148    |
| 2018-2019         | Conversano        | A                 | 23         | 129        | CI              | 3               | 4               | -                  | -                  | -                  | -           | -           | -           | 26     | 133    |
| 2019-2020         | Conversano        | A                 | 20         | 135        | CI              | 2               | 16              | -                  | -                  | -                  | -           | -           | -           | 22     | 151    |
| 2020-2021         | Molteno           | A                 | 27         | 119        | -               | -               | -               | -                  | -                  | -                  | -           | -           | -           | 27     | 119    |
| 2021-2022         | Junior Fasano     | A                 | 28         | 109        | CI              | 3               | 12              | -                  | -                  | -                  | -           | -           | -           | 31     | 121    |
| 2022-2023         | Junior Fasano     | A                 | 31         | 86         | CI              | 3               | 13              | EC                 | 6                  | 15                 | -           | -           | -           | 40     | 115    |
| Totale J. Fasano  | Totale J. Fasano  | Totale J. Fasano  | 59         | 194        |                 | 6               | 25              |                    | 6                  | 15                 |             | -           | -           | 67     | 236    |
| 2023-2024         | Conversano        | A                 | 27         | 68         | CI              | 1               | 1               | -                  | -                  | -                  | -           | -           | -           | 28     | 69     |
| Totale Conversano | Totale Conversano | Totale Conversano | 163        | 615        |                 | 13              | 47              |                    | 2                  | 0                  |             | 1           | 0           | 179    | 662    |
| Totale carriera   | Totale carriera   | Totale carriera   | 327        | 1242       |                 | 29              | 114             |                    | 13                 | 28                 |             | 2           | 6           | 371    | 1400   |

### Cronologia, presenze e reti in nazionale
Aggiornato al 13 gennaio 2018
| Data       | Città            | In casa     | Risultato | Ospiti      | Competizione        | Reti |
| ---------- | ---------------- | ----------- | --------- | ----------- | ------------------- | ---- |
| 02-01-2014 | Chieti           | Italia      | 26-34     | Slovacchia  | Qual. Mondiali 2015 |      |
| 04-01-2014 | Hlohovec         | Slovacchia  | 28-21     | Italia      | Qual. Mondiali 2015 |      |
| 08-01-2014 | Bucarest         | Romania     | 34-29     | Italia      | Qual. Mondiali 2015 |      |
| 12-01-2014 | Andria           | Italia      | 34-28     | Cipro       | Qual. Mondiali 2015 | 1    |
| 10-06-2015 | Conversano       | Italia      | 22-28     | Romania     | Qual. Euro18        |      |
| 14-06-2015 | Reșița           | Romania     | 44-25     | Italia      | Qual. Euro18        | 2    |
| 04-11-2015 | Lavis            | Italia      | 27-19     | Finlandia   | Qual. Mondiali 2017 | 2    |
| 08-11-2015 | Călărași         | Romania     | 35-22     | Italia      | Qual. Mondiali 2017 |      |
| 06-01-2016 | Trieste          | Italia      | 27-40     | Austria     | Qual. Mondiali 2017 | 4    |
| 09-01-2016 | Maria Enzersdorf | Austria     | 30-19     | Italia      | Qual. Mondiali 2017 |      |
| 13-01-2016 | Vantaa           | Finlandia   | 26-25     | Italia      | Qual. Mondiali 2017 | 3    |
| 16-01-2016 | Conversano       | Italia      | 28-30     | Romania     | Qual. Mondiali 2017 | 3    |
| 02-11-2016 | Siracusa         | Italia      | 26-19     | Georgia     | Qual. Euro20        | 1    |
| 06-11-2016 | Tbilisi          | Georgia     | 25-28     | Italia      | Qual. Euro20        | 3    |
| 11-01-2017 | Lussemburgo      | Lussemburgo | 24-23     | Italia      | Qual. Euro20        | 6    |
| 15-01-2017 | Siracusa         | Italia      | 26-24     | Lussemburgo | Qual. Euro20        | 2    |
| 11-01-2018 | Bolzano          | Romania     | 34-24     | Italia      | Qual. Mondiali 2019 | 1    |
| 13-01-2018 | Bolzano          | Italia      | 28-19     | Fær Øer     | Qual. Mondiali 2019 | 1    |
| Totale     |                  | Presenze    | 18        |             | Reti                | 29   |